# K.B. Pedersen
Knud Børge Pedersen (født 26. august 1948 i Sebbersund) er forhenværende viceadministrerende direktør i PostNord AB samt forhenværende administrerende direktør for Post Danmark.

## Karriere
K.B. Pedersen blev 1966 ansat som elev ved Post- og Telegrafvæsenet i København. Blev postinspektør i 1983 i Generaldirektoratet, og avancerede til postchef i 1987. I 1988 blev K.B. Pedersen vicedirektør under Helge Israelsen og i august 2009 udnævnt til administrerende direktør i Post Danmark og viceadministrerende direktør i Posten Norden. K.B. Pedersen valgte at gå på pension med udgangen af 2014.
1995 blev han Ridder af 1. grad af Dannebrogordenen.